# Вопрос о происхождении древних египтян
Вопро́с о происхожде́нии дре́вних египтя́н — вопрос о расовой принадлежности древних египтян, возникший в Европе на рубеже XVIII и XIX веков на фоне всплеска интереса к антропологии и выделения расовых классификаций. В целом, причисление египтян либо к белой, либо к чёрной расе признано анахронизмом, так как расовый облик египтян менялся тысячелетиями.
В целом принято выделять два основных периода в формировании египетской нации, до и после XXX века до нашей эры. В период влажной фазы голоцена климат долины Нила был гораздо влажнее, чем сегодня, и туда мигрировали ближневосточные народы с севера и африканские народы с юга, осуществляя культурный обмен и формируя народы смешанного происхождения. Один из таких народов — нагадцы — сыграл ключевую роль в формировании культуры древнего Египта, которая в итоге на протяжении следующих тысячелетий проносила традиции африканских народов эпохи голоцена.
После XXX века до нашей эры климат долины Нила начал меняться в сторону засушливого, отрезав Египет пустыней от континентальной Африки и сведя к минимуму миграции из Африки. Основной приток иноземцев происходит со стороны севера и ближнего востока. Генетическая карта египтян эпохи Нового Царства смещена в сторону ближнего востока, даже сильнее, чем у современных египтян и коптов, хотя, вероятно, египтяне, жившие на южной границе проявляли более выраженные нубийские черты. Аналогичная ситуация наблюдается у современных египтян (см. нубийцы).  При этом, исходя из древнеегипетских фресок, ближневосточные народы, например, ассирийцы, изображались египтянами заметно светлее, но и нубийские народы изображались более тёмными, с негроидными чертами лица в сравнении с египтянами.
Данная тема сильно маргинализирована и дискредитирована, потому что в основном упоминается в рамках идеологических или политических мотивов: например, в XIX веке европоцентристы и сторонники чёрного рабства утверждали, что египтяне были представителями белой расы, этой точки зрения придерживаются и современные сторонники превосходства белых. Начиная с середины XX века противоположная идея — то есть, что египетская цивилизация была негроидной — набирала популярность в рамках чёрного движения и по сей день остаётся одним из столпов чёрного национализма и сторонников превосходства чёрных. Также идея прямой потомственности древних жителей Египта популярна у современных египетских националистов, стремящихся противопоставить себя большому арабскому миру. Стремление причислить древних египтян к европейцам или чёрным рассматривается как форма расизма и культурного присвоения против современных египтян, так как сторонники европоцентризма или афроцентризма умышленно преуменьшают или вовсе стирают связь древних египтян с их современными потомками.

## История
| |  |  |
| Нахождение Моисея, Джованни Тьеполо (XVIII век), Никола Пуссен (XVII век) и Пол Пил (XIX век). Картины являются примером того, какими египтян представляли себе европейцы в разные периоды времени. В одном случае египтяне наделены чертами европейских современников, в другом — похожи на древних греков. В XIX веке появилось поверхностное представление об их внешности |  |  |

До возникновения расовых теорий египтян было принято считать потомками библейского персонажа Хама. Египет часто изображался в средневековых иллюстрациях сцен Книги Бытия и, в соответствии с представлениями европейцев до XVIII века о том, как выглядели египтяне и их цивилизация, их изображали подобным грекам или вовсе анахронично уподобляли европейским современникам. В целом до XVIII у европейцев прослеживался малый интерес к этой цивилизации, так как о ней они знали прежде всего из Библии. Древний Египет представлялся в образе эллинистического государства. В средневековой Европе цыгане многими ошибочно были приняты за потомков библейских египтян, поэтому названия этого народа на многих языках Европы представляет собой искажённое название египтян.
Ситуация кардинальным образом поменялась с открытием европейцами памятников древнего Египта после наполеоновского похода. Это привело к египтомании, а вместе с ней — первым спекуляциям о национальной и расовой принадлежности древних египтян. Ранние споры о происхождении египтян прослеживаются  в работах европейских и американских учёных и деятелей в начале XIX века. На тот момент они не располагали достаточными доказательствами и выдвигали противоречащие друг другу теории. Так как древний Египет находился на территории Африки, некоторыми учёными было предположено чёрное или частичное чёрное происхождение египтян, они вступали в горячие дискуссии с другими учёными, пытавшимися, наоборот, доказать принадлежность древних египтян к белой расе. Учёные в качестве доказательств обращались к фрескам, где обнаружили закономерность, что египтяне изображали себя с медной кожей, отделяя себя от северных народов, но и от африканцев тоже. Тогда в качестве наиболее достоверной теории была признана идея связи древних египтян с коптами — национальным меньшинством в Египте. Предполагалось, что древние египтяне выглядели как копты.
Археологи и учёные, пытавшиеся доказать принадлежность египтян к белой расе, сами часто придерживались расистских идей об исторической, умственной и физической неполноценности африканцев. В их идеологической парадигме чёрные не были способны создать цивилизацию, а значит, древний Египет никак не мог быть «чёрным». Они продвигали теорию, что если чёрные и были в Египте, то только в качестве рабов, низшего сословия, чернорабочих и прислуги. Споры относительно расовой принадлежности древних египтян вспыхивали на фоне гражданских движений против чёрного рабства. Споры о происхождении египтян стали ещё острее на фоне гражданской войны в США наравне со спорами об отмене чёрного рабства.

## Современные исследования учёных

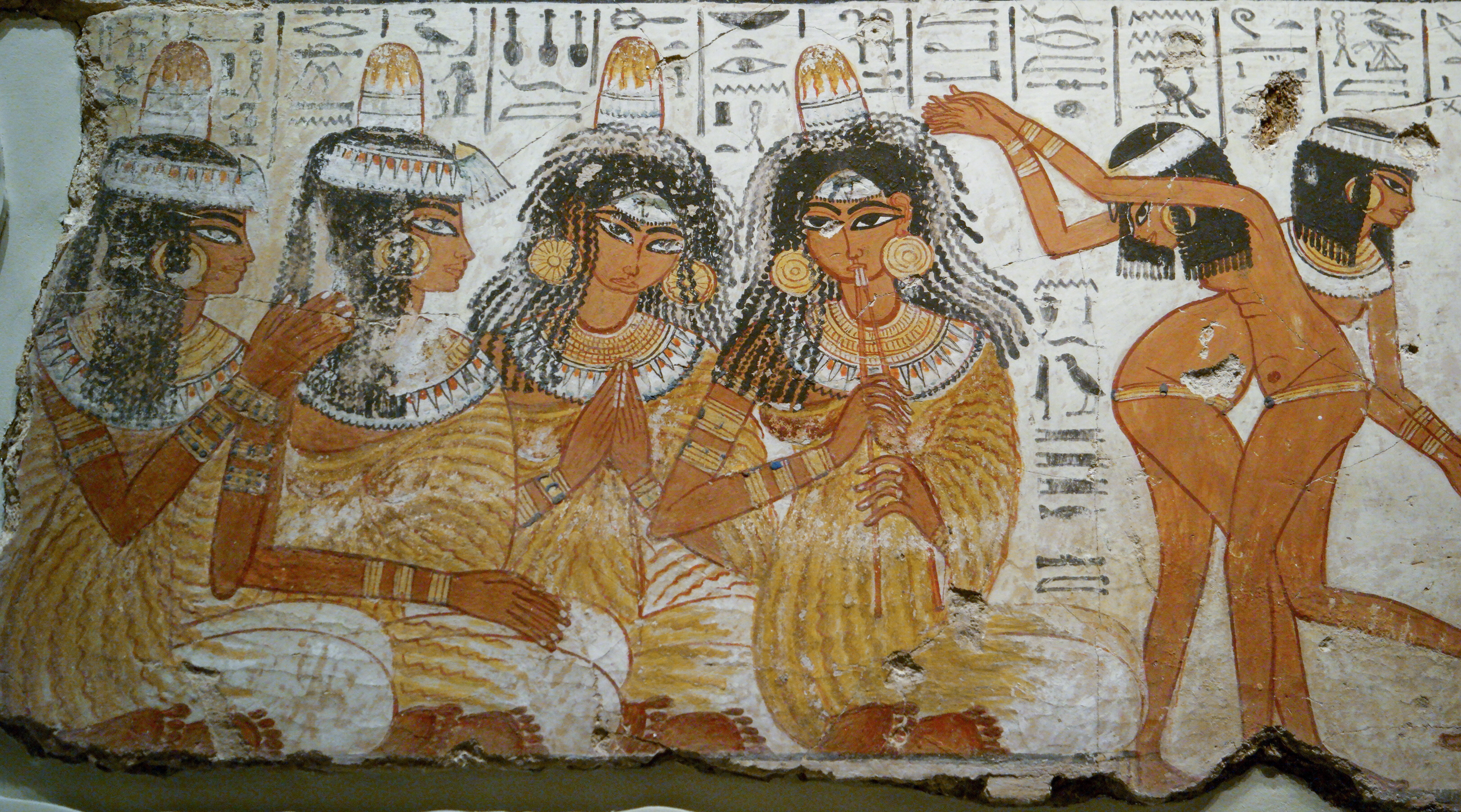
Музыканты и танцовщицы времён XVIII династии

Современные учёные уверены в том, что большинство споров о расе египтян имеет мало общего с научными исследованиями и подкреплено идеологическими и политическими мотивами. По той причине, что вопрос о расовой принадлежности мог также использоваться в контексте белого или чёрного расизма, начиная с 1970-х годов, данная тема стала табуированной в кругу учёных.
Попытки изучить расовый состав мумий всегда приводил к неоднозначным результатам во многом и потому, что национальный состав царских династий никогда не оставался однородным на протяжении тысячелетий. Древний Египет располагался на перепутье трёх частей света и вёл активную торговлю и культурный обмен с другими древними цивилизациями. В этот регион непрерывно прибывало множество иностранцев из трёх частей света по самым разным причинам, в том числе древний Египет множество раз подвергался вторжениям. Редакция The Archaeologist заметила, что, судя по всему, древнеегипетская знать на протяжении всего своего существования представляла собой подобие плавильного котла.
Проблемы, связанные с изучением расового происхождения древнего Египта, также связана с восприятием современниками «древнего Египта» как единой и монолитной цивилизации, хотя фактически речь идёт и существовании множества разных государств со схожей культурой и религией на протяжении нескольких тысячелетий. Разница в расовом составе египтян например очевидна при изучении мумий додинастического периода и во время оккупации Римом. Некоторые царские династии происходили от иноземных захватчиков и поэтому имели частично или полностью иностранное происхождение.

### Формирование народа 5000 — 3000 до н. э.

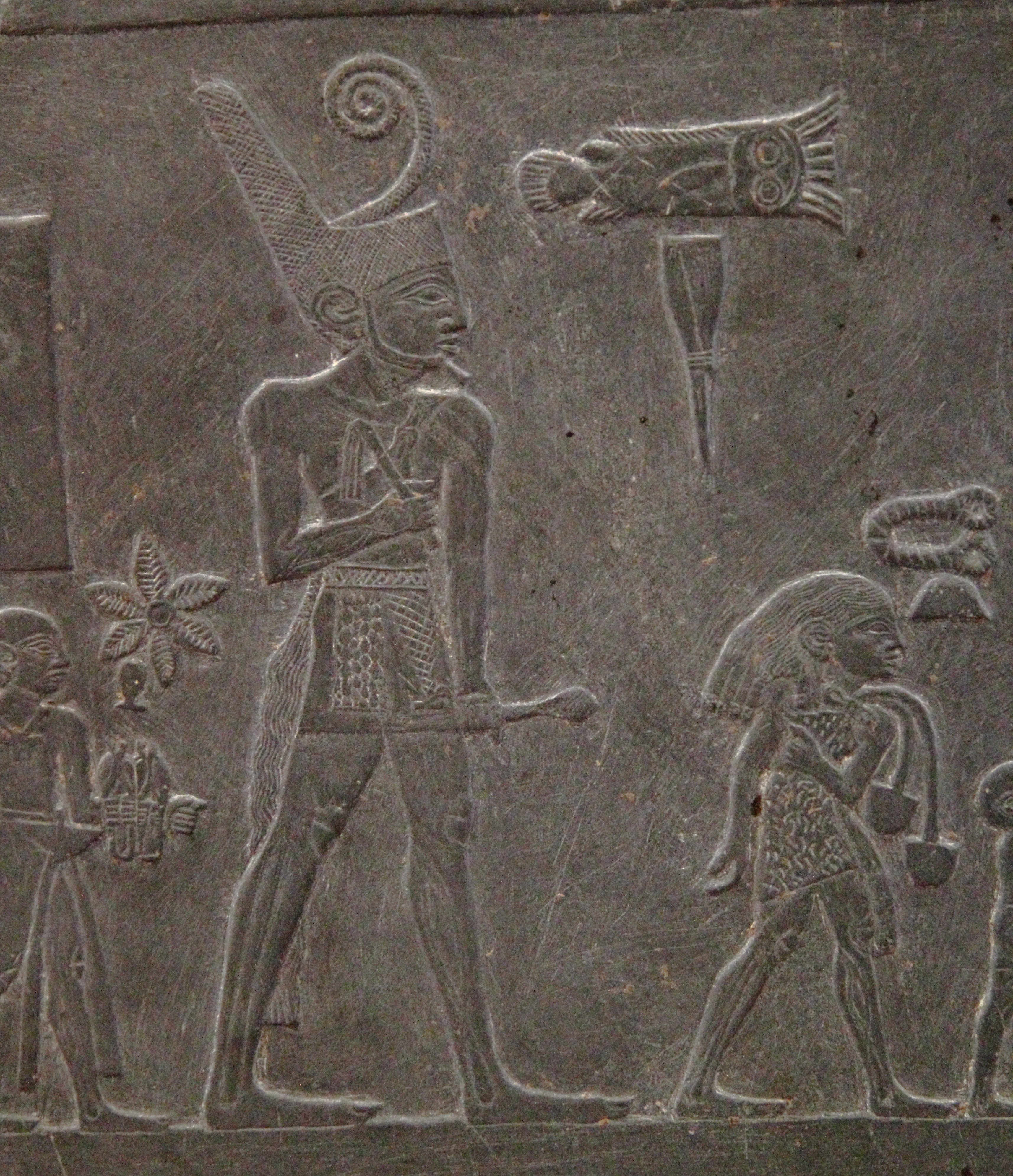
Египтяне на палетке Нармера, 3200 — 3000 годы до нашей эры

По наиболее признанной версии, первые египтяне сформировались из народов, живших вдоль Нила, с юга прибывших туда из Сахары до начала её усыхания 5000 лет назад и с севера — с Ближнего Востока. Северяне принесли также пшеницу, ячмень, овец, коз, и домашний скот. Сам египетский язык принадлежит к афразийской ветви, куда входят и семитские языки. По одной из версий, древние египтяне могли унаследовать внешность людей, мигрировавших на север в эпоху голоцена. В тот временной период долина Нила была гораздо более тропической, позволяя мигрировать туда свободно африканским народам с юга. В итоге в долину попадали как ближневосточные народы, так и африканцы, осуществляя культурный обмен. Именно в этот период первые африканцы вдоль Нила перенимают скотоводство и распространяют его по остальной Африке.
Когда идёт речь о ранней истории древнего Египта, восходящей к IV тысячелетию до нашей эры, принято выделять два региона — верхний и нижний Египет, где существовало множество царств с тесным культурным обменом, но и с явными различиями. Так, население нижнего Египта сформировалось из ближневосточной культуры Меримде, близкой к жителям Леванта. В то же время раскопки в западной части Египта, или Верхнем Египте, показывают, что население относилось к негадской культуре, близкой к нубийской. Исследования большинства останков египтян верхнего Египта эпохи среднего царства показали, что они имели небольшую челюсть и зубы, типичные для европеоидной расы, однако их форма тела скорее была ближе к африканскому, «тропическому» телосложению, что логично, учитывая гораздо более влажный климат того времени и что африканские племена мигрировали в долину Нила из тропических лесов периода неолитического субплювиала. Проще говоря, житель верхнего Египта совмещал в себе признаки европеоидной и негроидной рас.

### Поздний период, 3000 до н. э. — 300 н. э.

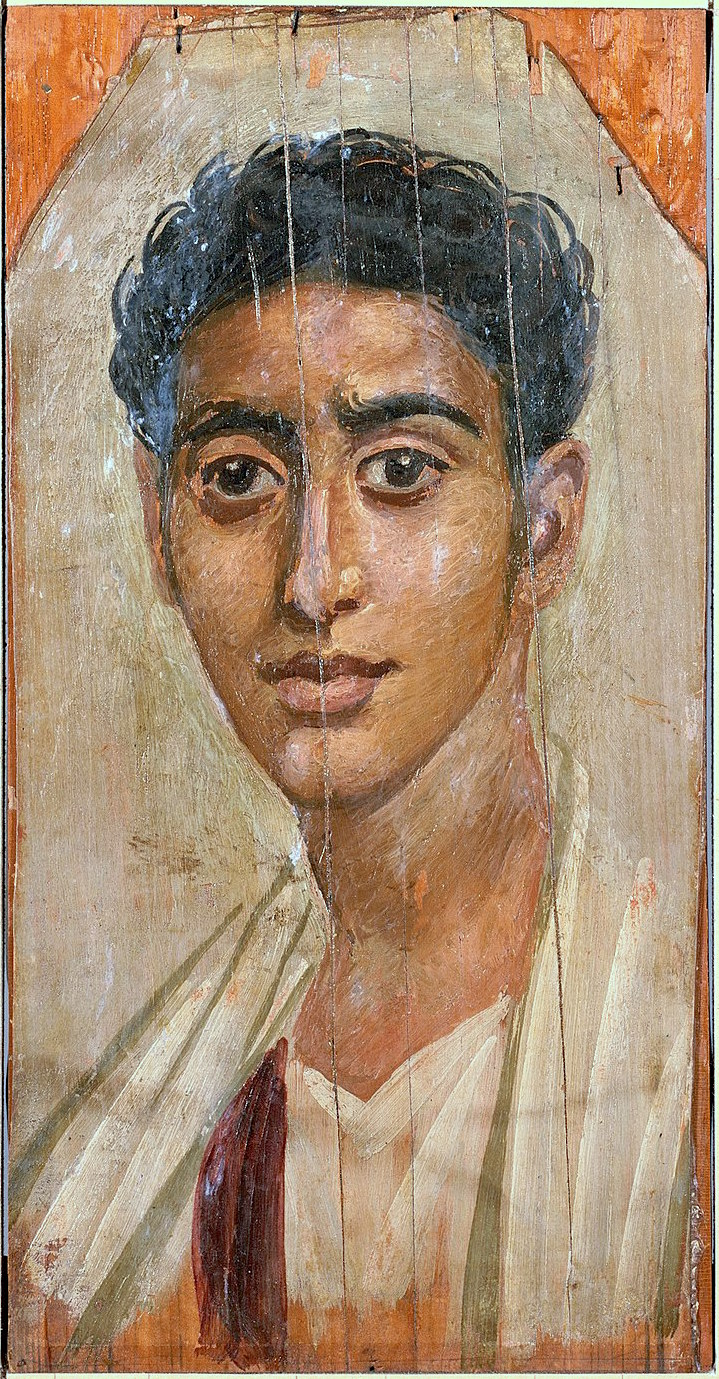
Портрет неизвестного юноши из Египта времён Римского завоевания, 30 годы нашей эры

Расовый состав древних египтян претерпел значительные изменения после периода 3000 года до нашей эры. Начиная с этого времени меняется климат долины Нила в сторону более засушливого. Древний Египет оказывается отрезан пустыней Сахарой от континентальной Африки, что сводит к минимуму миграции африканских народов в Египет и основной приток иноземцев в Египет происходит с ближнего востока. Митохондриальные исследования нескольких сотен мумий, живших с начала эпохи Нового Царства до Римского периода в районе нынешнего Абусира, показали, что генетическая карта египтян по материнской линии того периода была больше всего смещена в сторону ближнего востока в сравнение с современным жителями региона, но при этом оставалась крайне устойчивой в течение нескольких тысячелетий. Тем не менее эти исследования затрагивают останки египтян, живших в северной части Египта, аналогичные обширные данные из южных регионов отсутствуют. Дальнейшие исследования лишь подтверждали эту гипотезу и раздвигали планку генетической устойчивости населения до 4000 лет.
На южной границе Египта, в районе Асуана, продолжали жить нубийцы, и египтяне, вероятно, также обладали более нубийскими чертами, эту теорию подтверждает XII династия родом из этого региона и с выраженными нубийскими чертами. Тем не менее регион населяли нубийцы, не бывшие египтянами, и по сей день они сохранили собственный язык — нобин.
Из-за своего географического расположения земли Египта множество раз становились целью иноземных захватчиков, например, жителей Ханаана (гиксосы), древних ливийцев, нубийцев, ассирийцев, вавилонян, персов, македонских греков, римлян и арабов. При этом древний Египет испытывал минимальное культурное влияние извне, наоборот, оказывая влияние на соседние цивилизации.
Тем не менее сохранившиеся фрески и описания о внешности египтян чётко указывают на то, что египтяне были темнее жителей ближнего востока. В своих изображениях, например, они рисовали ливийцев бледными, семитские кочевники также заметно светлее и у них подчёркнуто орлиные профили лица. Аналогично греческие философы и историки, такие как Страбон, Диодор Сицилийский и Геродот, замечали, что египтяне были заметно темнее греков, имели шерстистые волосы, и описывали их цвет кожи как «меланхройный». Слово «меланхрой» может переводиться как «смуглый» или как «чёрный». Тем не менее такие описания носили сравнительный характер и не описывают, насколько выраженно обладали древние египтяне подобными признаками. Такие описания были призваны подчеркнуть разность во внешности с греками.
В период с 3000 до н. э. и до 1570 гг. до н.э вплоть до мероидского периода археологические раскопки показывают минимальное присутствие контактов между Египтом и африканскими культурами. Нубия стала испытывать культурное влияние со стороны Египта с того момента, как египтяне предприняли попытки поработить эти народы для создания торгового пути. Это влияние было односторонним: нубийцы проникали в Египет в качестве рабов или наёмников, но их было слишком мало, чтобы это как-то повлияло на изменение расового состава египтян.

### Исследования мумий
Для получения расовой картины древних египтян учёные стремились воссоздать их внешность, изучая найденные в египетских гробницах мумии. Жаркий климат, высокая влажность, использование соды и других химических веществ при бальзамировании повредили генетический материал, пригодный для ДНК-анализов. Современные томографические устройства позволяют с большой точностью восстановить лицевые структуры, однако подобные исследования не позволяют определить тон кожи и цвет глаз. Поэтому за их основу бралась наиболее вероятная среднестатистическая внешность египтянина; учитывая разнообразие оттенков кожи жителей Нила, он может в реальности варьироваться от светлого до чёрного.
Результат изучения разных останков давали самые разнообразные результаты. Например, у Тутанхамона была выявлена форма черепа ближе к африканской, но и одновременно узкий «европейский» нос. Рамзес II по итогам исследования оказался светлокожим человеком, страдавшим лейкодермой, и с рыжими волнистыми волосами.
Изучение мумий, принадлежавших к более низшим классам и простолюдинам, выявило большую генетическую устойчивость в отличие от знати, и что египетское население генетически тяготело к населению Ближнего Востока. Генотип древнего населения Египта оказался схожим с генотипами древнего и современного населения Ближнего Востока. Однако, за последние 1500 лет Египет стал более африканским — по сравнению с древними геномами, геномы современных египтян сдвинуты к Африке южнее Сахары.

### ДНК и гаплогруппы
Генетические исследования 151 мумии (1388 г. до н. э. — 426 н. э.) из Абусира учёными из института Макса Планка и Тюбингенского университета показали устойчивость генетического материала египтян. Учёным удалось секвенировать 90 митохондриальных геномов (гаплогруппы H5, H6b, H13, J1d, M1a1, U) и три полных генома. Определены две ближневосточных Y-хромосомных гаплогруппы J1 и J2b1-CTS9100 (образец JK2911, Поздний период, Древний Египет, 650 год до н. э., мтДНК: M1a1) и третья — Y-хромосомная гаплогруппа E1b1b1a1b2-V22 (образец JK2888, Птолемеев Египет, 50 год до н. э. JK2888, мтДНК: U6a2). 
Y-хромосомная гаплогруппа E1b1b1a1b2a4b5a, выявленная при широкомасштабном генетическом анализе мумий доптолемеевского, птолемеевского и римского периодов, показала глубокие генетические связи древних египтян с населением Ближнего Востока. Менялась правящая верхушка по своему происхождению, а не простые люди.
У 4000-летней мумии из Дейр-эль-Берша определена митохондриальная гаплогруппа U5b2b5 с одной дополнительной мутацией.
У образцов с римско-христианского кладбища Kellis 2 (K2) в оазисе Дахла определена митохондриальная гаплогруппа U1a1a. Этот результат указывает, что влияние Ближнего Востока, ранее идентифицированное в Абусир-эль-Мелек, также присутствовало на юге Древнего Египта в древнем Келлисе во время римско-христианского периода.
Y-хромосомная гаплогруппа R1b передавалась от Аменхотепа III к Эхнатону и Тутанхамону. Менее 7 % современных египтян имеют Y-хромосомную гаплогруппу R1b.
Митохондриальную гаплогруппу H4a1 определили у мумии Такабути из музея Ольстера (Белфаст, Северная Ирландия). Женщина с 33 зубами жила в Луксоре более 2600 лет назад (около 660 года до нашей эры), эпоха 25-й династии.
У мумии OM S1 из художественного музея Тартуского университета, датируемой второй половиной 1-го тыс. до н. э., определили митохондриальную гаплогруппу T2c1a.
У мумии 1-го тыс. до н. э. — начала нашей эры из коллекции Государственного музея изобразительных искусств имени А. С. Пушкина № 3 (1,1а 1290 ГМИИ) определили Y-хромосомную гаплогруппу R1b1a1b-M269 и митохондриальную гаплогруппу L3h, у мумии № 4 (1,1а 5302 ГМИИ) — Y-хромосомную гаплогруппу E1b1b1a1b2a4b5a и митохондриальную гаплогруппу N5, у образца № 1 (1,1а 1241 ГМИИ) — митохондриальную гаплогруппу N.

## Египетское искусство
| Египтянин сражается с ливийцами | Египтянин пленит нубийца |
| Слева египтянин сражается с ливийсками воинами, а справа — пленит нубийца. Обе фрески чётко демонстрируют, что египтяне изображали себя темнее европеоидов, но и негроиды были с их точки зрения темнее и с явными отличиями в строении лица |                          |

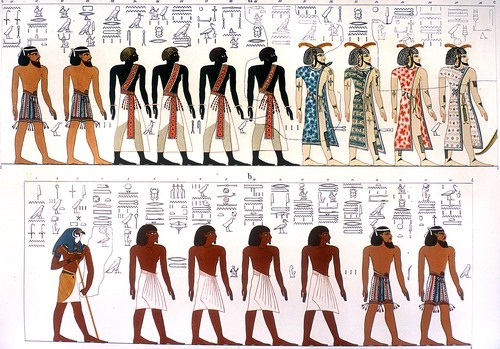
Изображение египтянами разных народностей. В верхнем ряду слева направо изображены: жители Леванта (семиты), нубийцы и ливийцы (берберы). Снизу изображены сами египтяне и два семита-левантийца справа. Египтяне изображали себя почти самыми темнокожими после нубийцев

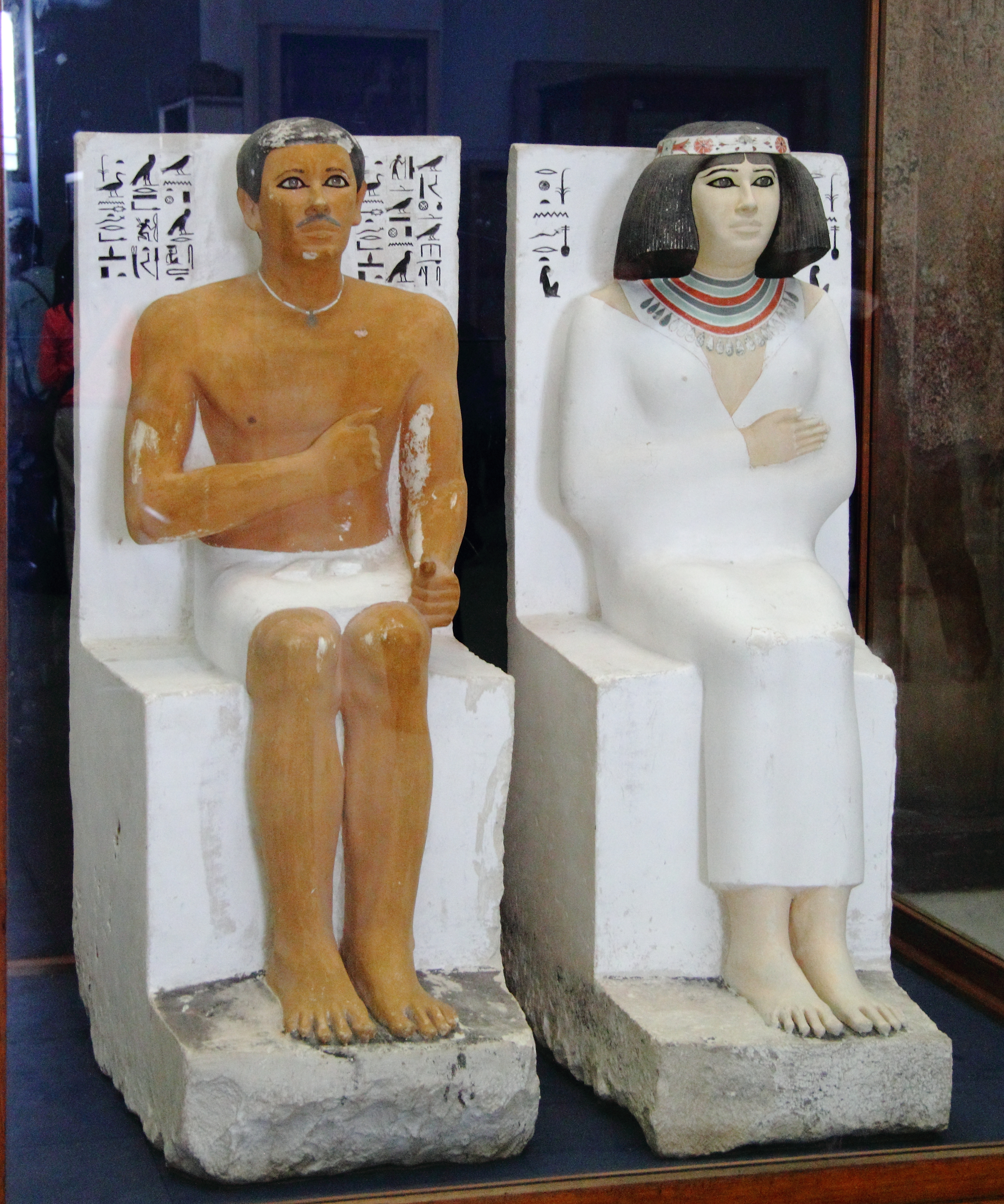
Цвет кожи женщины Нофрет светлее кожи Рахотепа (IV династия), согласно художественному канону. Каирский музей (зал 32)

Египетские гробницы и храмы хранят тысячи рисунков, статуй и текстов, способных дать обширные данные о живших тогда людях. Однако египетская живопись довольно абстрактна и скорее демонстрирует символизм и идеал красоты, поэтому не передаёт достоверного облика древних египтян и иногда даже даёт противоречивую информацию о расовом облике жителей в периоды разных династий. Например, египетские женщины часто изображаются светлее мужчин, причина тому неизвестна, быть может, знатные египетские женщины реже проводили время под солнцем, или это отражение идеалов красоты. Стоит заметить, что и во многих современных культурах белизна женщины выступает одним из главных атрибутов её красоты и частью местного художественного канона. Египетские мужчины чаще всего изображаются с медно-красной кожей.
Учёные и египтологи стремились воссоздать облик египтян, проводя сравнительные анализы. Так, Шампольон отметил, что египтяне и нубийские цивилизации имеют большие сходства в порядке рельефов и изображений в зданиях гробниц. А сами египтяне изображали нубийцев по-разномуː иногда — похожими на египтян, или же подчёркивали их чёрную кожу коричневым или даже чёрным цветом. Под нубийцами в целом понимаются разные негроидные народы и племена, жившие на юге от Египта. Однако в большинстве изображений видна чёткая разница между египтянами и нубийцами; у последних подчёркнуто чёрная кожа, в то время как у самих египтян кожа рыжевато-бурая. Некоторые археологи в попытке воссоздать расовый облик египтян и соседних народов обращаются к так называемой «таблице народов» в гробнице Рамсеса III (KV11), хотя подобные таблицы встречается и во множестве других гробниц; изображённые люди должны были сопровождать душу умершего. Археологи обнаружили, что египтяне чаще всего выделяли четыре расы — собственно самих египтян (Рет), кочевников северной Африки (Ааму), африканцев (Нехесу) и ливийцев (Темеху). Кочевники изображались с более светлой/жёлтой кожей, а ливийцы — с белой, египтяне имели красную кожу, а африканцы — чёрную.
Хотя во некоторых фресках действительно наблюдается схожесть в оттенках кожи египтян и нубийцев, египтяне также явно подчёркивают разницу во внешности между ними и африканцами, наделяя их более тёмной кожей, явно другими внешними чертами. Во фресках и сохранившихся текстах наблюдается чёткая тенденция того, что египтяне отделяли себя от африканцев. Фрески также изображали египтян нубийского или кушитского происхождения, например соратника Тутмоса III. В его погребальном свитке он изображен с темно-коричневой кожей, а не медно-красной, типичной для египтян.
Наиболее натуралистически изображения жителей древнего Египта видны на фаюмских портретах мумий времён Римского Египта. Тем не менее люди, изображённые на портретах, часто были греками или имели смешанное греко-египетское происхождение, поэтому их нельзя использовать как точный источник для определения облика древних египтян.

## Современные египтяне и египетский национализм
Идея того, что современные египтяне являются прямыми потомками древних египтян, выступает крайне важной частью национального самосознания современных египтян. В частности, египетские националисты или так называемые фараонисты в то или иное время стремились и продолжают стремиться идентифицировать себя с «наследниками нации фараона». Существует множество идеологов и движений, оспаривающих эту теорию, главным образом оперируя фактом того, что современные египтяне говорят на арабском, а значит, являются потомками арабских завоевателей. Египетские националисты утверждают, что находятся в осадочном положении, указывая на множество теорий, начиная с афроцентристов, заканчивая идеей того, что пирамиды строили пришельцы, заметив, что все они имеют общую черту — отрицание преемственности древних египтян с их современниками.
Фараонистам главным образом противостоят афроцентристы и исламисты с арабскими националистами/панарабистами. Афроцентристы считают современных египтян потомками арабских колонистов, вытеснивших местное негритянское население. Арабские националисты раздражены тем, что фараонисты стремятся противопоставить себя большому арабскому миру, а с точки зрения исламистов, проявляют интерес к культуре неверных, практиковавших ширк, что является одним из тяжелейших грехов в исламе. Некоторые радикальные фараонисты и вовсе были уверены, что современные египтяне не имеют отношения к арабской культуре и должны вернуться к своим истокам. Противостояние фараонистов, арабистов и исламистов оставалось одной из самых острых политических дискуссий в Египте и даже приводило к насилию. В общем, в стране наблюдалась такая тенденция, что последователями фараонизма были одновременно противники империализма или люди с прогрессивными взглядами, выступающими за светскую форму общества и отделения религии от политики. В противовес арабисты и исламисты придерживались религиозных и право-консервативных взглядов. Например, противником фараонизма был режим Насера, чьей официальной идеологией был арабский национализм, а также братья-мусульмане, члены которых даже предлагали уничтожать пирамиды язычников. Сегодня в целом современные египтяне склонны отождествлять себя одновременно с арабской и египетской культурами.
Отдельную резонансную реакцию у египетского сообщества вызвал эпизод сериала «Африканские королевы» от Netflix, где под видом документалистики Клеопатра и весь египетский народ изображается африканцами, сама серия активно продвигает маргинальную афроцентристскую точку зрения египетской истории. Хотя сериал лишь отражает моду в американском кинематографе привлекать чёрных актёров на роль нечёрных исторических деятелей, это не помешало спровоцировать скандал и массовую гневную реакцию египтян, обвинивших США и афроцентристов в намеренном искажении своей истории. Своё возмущение высказывали египетские политики, общественные деятели и археологи, звучали призывы запретить Netflix на территории Египта. Cкандал подогревали создатели сериала, не отрицавшие факт искажения истории, но обвинившие недовольных египтян в античёрном расизме.
В целом у современных египтян сохраняется двойственное и даже противоречивое отношение к панарабизму и арабской идентичности. С одной стороны, многие египтяне считают свою страну главным культурным центром арабского мира, с другой стороны, они могут демонстративно дистанцироваться от него, считая себя ассимилированными египтянами и тем самым отделяя от остальных арабов. Египетский антрополог Лейла эль-Хамамси, объясняя идентичность современных жителей Египта, заметила, что они прежде всего считают себя египтянами, а потом уже — арабами. Современные египтяне никак не идентифицируют себя с африканцами.

## Теория чёрного Египта и афроцентризм

### Научные и исторические данные
Африканское влияние на становление египетской культуры доказано множественными раскопками, также антропологические исследования доказали наличие африканских черт у египтян додинастического периода. В частности, в IV тысячелетии до нашей эры, в период формирования самой египетской культуры, царство Верхнего Египта было сформировано людьми из нагадской культуры, они имели смешанное сахаро-негроидное и европеоидное происхождение, этот народ также культурно тяготел к нубийцам. Археологические раскопки Группы А, проведённые на территории Нижней Нубии, доказали существование там нубийской культуры в 3800-х — 3100-х годах до нашей эры, которая разделяла множество схожих культурных черт с нагадцами того времени. Нармер, предводитель Верхнего Египта объединил верхние и нижние царства, положив начало Египетскому царству и став первым фараоном первой династии. Именно Верхний Египет оказал наибольшее влияние на формирование древнеегипетской культуры. В ней заметно множество заимствований из культуры африканских народов, например, традиции женского обрезания, деформации черепа, матриархата, тотемизма:112, 135–138, плетения волос, культы, практикующие представителями власти:1–9,134–155. Изучение некоторых мумий показывало в них наличие африканских черт, также внешность некоторых египетских статуй можно интерпретировать как африканские, например, статуя большого Сфинкса. Несмотря на вышеописанное, древний Египет на протяжении всего своего существования в дальнейшем подвергался минимальному культурному влиянию как со стороны Ближнего востока, так и со стороны Африки. 

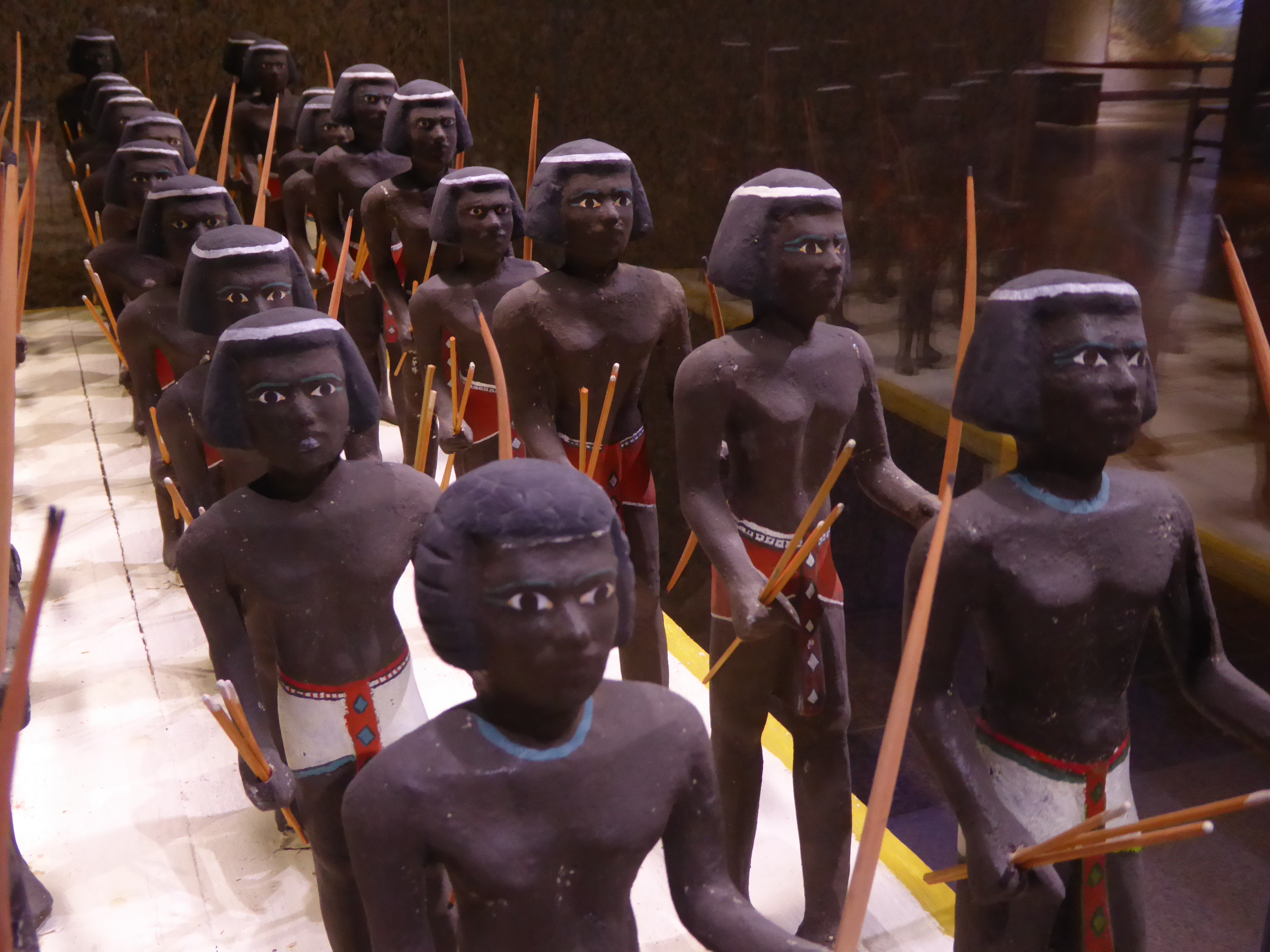
Реплика модели нубийских лучников из эпохи XI династии

Несмотря на влияние африканцев и африканской культуры на становление египетской цивилизации, Египет оказался отрезанным от Африки на несколько тысячелетий из-за изменения климата и возникновения пустынь как главной преграды для проникновения африканских народов в долину Нила. Тем не менее в Египет происходил постоянный, но незначительный приток нубийских мужчин в виде рабов или наёмников. Египтяне высоко ценили мастерство нубийских лучников и нанимали их служить в свою армию. Контакт с африканскими культурами возобновился начиная с 1570 гг. до н. э. в попытке поработить нубийские народы для создания торгового пути из Африки в Египет. Культурное влияние Египтян привело к формированию на территории современного Судана царства Куш. Будучи египетской провинцией в течение четырёх веков, кушиты переняли многие культурные особенности египтян, искусство, письменность, архитектуру, в том числе строительство пирамид. После приобретения независимости царство Куш превратилось в грозного политического соперника для Египта. В VII—VI веках до нашей эры кушитам удалось установить власть над Египтом, которой правила кушитская XXV династия. Этот временной период также называют эпохой чёрных фараонов. Стоит заметить, что фараоновым династиям было присуще этническое разнообразие на протяжении всей истории древнего Египта, которым, помимо африканцев, могли править семиты, персы или греки. Напротив, расовый состав простого населения оставался устойчивым и тяготел к ближневосточным народам.
Несмотря на культурный контакт с кушитами в поздний период истории древнего Египта, приток нубийцев оставался незначительным, чтобы это влияло на египетскую популяцию. Тем не менее нубийцы продолжали попадать в Египет в качестве рабов или наёмников. В период владычества над кушитами египтяне пополняли нубийцами свою армию. Известно, что кушиты могли занимать высокие посты в провинциальной администрации, несколько кушитов даже получали важные посты при царском дворе. Например, Майхерпри, вероятно выступал вельможей или телохранителем фараона Тутмоса IV. Также известно, что фараоны того времени формировали гаремы, куда в том числе могли попадать нубийки и потенциальные матери царевичей и царевн. То есть, некоторые фараоны могли иметь смешанное происхождение. Правящая в тот период XVIII династия, особенно Яхмос-Нефертари, выделялась но фоне других династий более выраженными нубийскими чертами и длинным узким носом с горбинкой.

### Маргинальная точка зрения и идеология

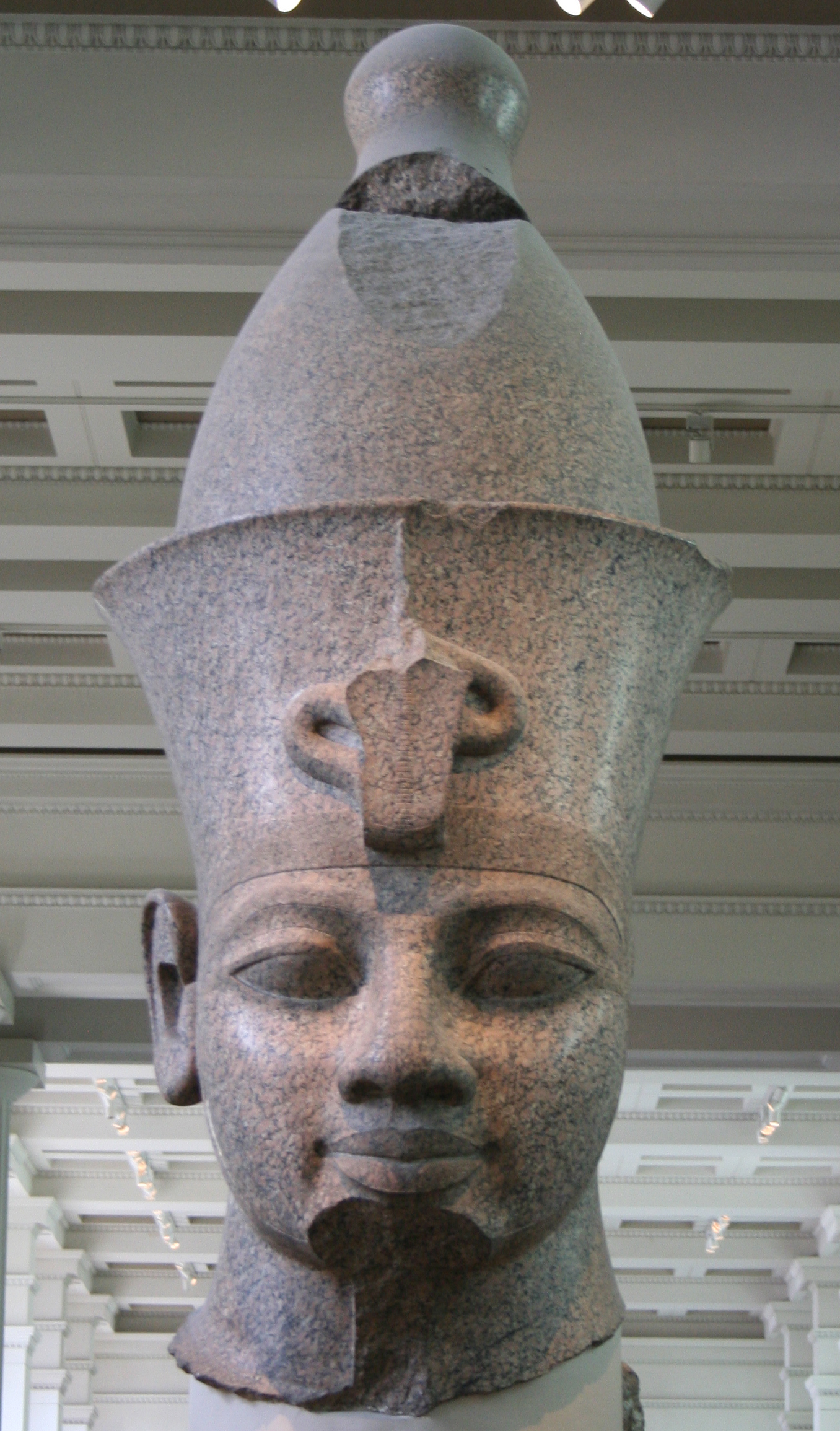
Афроцентристы в качестве аргумента в пользу чёрности древних египтян приводят статую Аменхотепа III

Несмотря на что, что влияние Африки на становление Египта и народа доказано (см. выше), тема связи древнего Египта с Африкой маргинализирована афроцентристами и стала важным идеологическим инструментом в русле чёрного национализма, например, наравне с идеей чёрного Иисуса. Миф о «чёрном Египте» сформировался как ответная реакция на стремление белых националистов всячески отрицать чёрное влияние на древнеегипетскую цивилизацию, ставшей на рубеже XIX и XX веков даже частью национальной идеологии Европы и США. Афроцентристы придерживаются теории того, что древний Египет на протяжении всего своего существования являлся чёрной цивилизацией, а сами египтяне были одной из коренных рас в составе африканских народов Сахары:1–9,134–155. Современных египтян афроцентристы рассматривают как потомков арабских колонизаторов, тем не менее, это противоречит исследованиям, доказывающим, что современные египтяне являются потомками древних египтян, но имеют больше африканской доли в своей генетики, в то время как генетика древних египтян времён Нового Царства была смещена в сторону ближневосточных народов. Афроцентристскую точку зрения можно рассматривать как форму расизма и культурного присвоения против современных египтян.
Сторонники чёрных египтян в качестве аргументов приводят результаты исследования египетских мумий:236–243, показывающие высокий уровень меланина в их коже. Однако это тоже нельзя использовать как достоверный аргумент ввиду того, что при жизни эти люди могли проводить много времени под солнцем и от этого приобретать тёмный оттенок кожи. Другим аргументом служит гипотеза о том, что древнеегипетский язык якобы родственен языку народа волоф, проживающего в Сенегале и Гамбии, по причине созвучности самоназваний народов «Кмт» и «Кемет». Однако такая теория признана маргинальной. Европеоидные черты в изображениях и фресках многих древних египтян афроцентристы пытаются объяснить колоризмом — якобы древние египтяне признавали белизну и европеоидность «признаком красоты» и всячески стремились преуменьшить африканские черты в своём искусстве. Долгое время афроцентристы в качестве доказательств своей теории обращались к научным трудам немецкого археолога и сторонника «чёрного» Египта Карла Лепсиуса, в которых он перерисовывал росписи из гробниц, где египтяне и нубийцы изображались одинаково. Однако поздние исследования доказали, что Лепсиус допустил грубейшие фальсификации в своих работах и в репликах фресок. Чёрные общественные деятели, например, Молефи Кете Асанте или Шейх Анта Диоп, могут активно оспаривать итоги современных исследований, обвиняя учёных в предвзятости, расизме или вовсе в заговоре по умалчиванию «истинных» результатов.
Теория чёрного Египта стала частью религиозного канона секты «Нации ислама». Афроцентристы верят в существование заговора, а именно, что изначально «чёрная» история Египта была извращена и переписана белыми колонизаторами и современное египетское правительство продолжает эту гнусную традицию. Афроцентристы в том числе пытаются доказать африканское происхождение известных египетских правителей, например, Тутанхамона или Клеопатры. В качестве доказательств теории чёрной Клеопатры они приводят останки якобы её младшей сестры Арсинои IV с выраженными африканскими чертами. Однако данные останки были найдены в Эфесе (ныне Турция) и нет никаких доказательств их связи с Арсиноей. Родственную связь с династией Птолемеев спекулятивно установили члены Австрийской академии наук, основываясь лишь на форме гробницы. Вдобавок сами останки принадлежали ребёнку явно младше Арсинои на момент смерти, во-вторых, существует множество исторических источников, доказывающих греко-македонское происхождение царицы от полководца Александра Македонского Птолемея и портретов царицы, сделанных современниками, дающих ясное представление о её внешности.
Начиная с середины XX века теория чёрного Египта стала подвергаться всё большей критике и отвергаться всё большим количеством учёных, и сегодня в большинстве школ признана анахронизмом. В частности, чёрная теория была официально осуждена на симпозиуме ЮНЕСКО в 1975 году. Так как теория Египта как чёрной цивилизации на протяжении всего своего существования никак не подтверждалась вместе с новыми раскопками и исследованиями, она была окончательно признана маргинальной к 1990-м годам, однако получила возрождение в 2020-е годы на фоне гражданского движения за права чернокожих в США и активной поддержки афроцентристкой точки зрения в Голливуде.

## Другие расовые теории
Ниже приведен ряд теорий о происхождении древних египтян, которые, однако, уже либо давно устарели, либо их достоверность оспаривается современным исследованиями.

### Библейская теория
Теория о библейском или азиатском происхождении опирается на библейскую теорию того, что древние египтяне были прямыми потомками Мицраима, сына Хама. Данная теория была признана в раннем средневековье и пользовалась популярностью вплоть до начала XIX века. Потомки Хама традиционно считались тёмными из-за «проклятья Хама». Гастон Масперо поддерживал данную теорию, отмечая, что «Библия утверждает, что Мизраим, сын Хама, брат Хуша и Ханаана прибыл из Месопотамии, чтобы поселиться со своими детьми на берегу Нила»:5–9.
Начиная с XX века данная теория потеряла значение, но повлияла на теорию о белом происхождении, в частности, хамитском происхождении и теории Династий, согласно которой, цивилизация в Египте возникла в результате завоевания её Месопотамией, положившей начало египетским династиям. Ближневосточная теория опровергает принадлежность древних египтян к коренным народам Нила.

### Белое происхождение

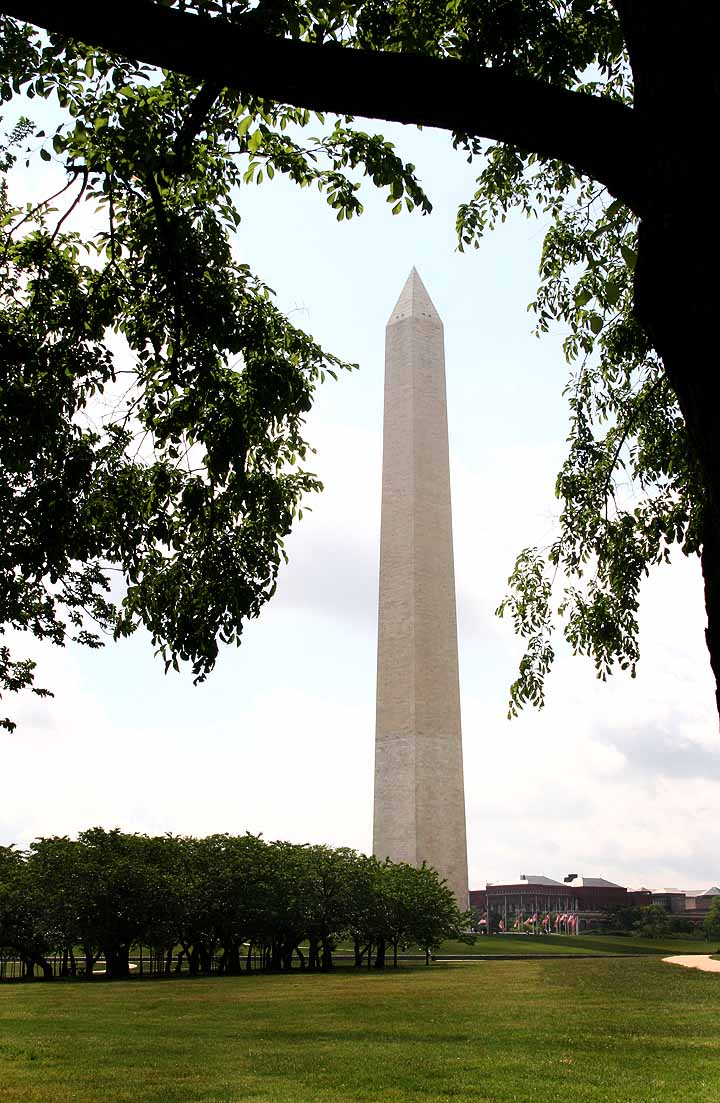
Монумент Вашингтону был призван подчеркнуть преемственность демократической Америки от «белой» древнеегипетской Цивилизации. Эта идея стала частью национальной политики США в конце XIX века

Теория того, что древние египтяне принадлежали к белой расе, возникла на Западе, на фоне борьбы за отмену чёрного рабства в Америке, и использовалась консерваторами, утверждавшими, что Нил населяли белые люди, а африканцы жили там на правах рабов и прислуги, или по крайне мере египтяне не были темнее арабов, евреев или финикийцев. Теория «белого» Египта оставалась важной частью белых националистов вплоть до середины XX века. Тогда было популярно мнение, что древний Египет был первой цивилизацией на Земле и, разумеется, именно белые люди, как высшая раса, правили древним Египтом, а цветные народы, особенно африканцы, в силу своей неполноценности в принципе не были способны создавать цивилизации. В качестве доказательства своей теории националисты упоминали многочисленные фрески с пленёнными нубийцами, что, по их мнению, доказывало низкое положение чернокожих в Египте как и в исторической Америке. Белое происхождение египтян ревностно доказывали консерваторы и консервативные учёные в период гражданской войны в США в XIX веке.
Идея древнего Египта, наряду с древней Грецией, как предшественников американской цивилизации стала частью национальной идеи США в конце XIX века, которая всячески хотела отстраниться от статуса бывшей европейской колонии. Именно в этот период был воздвигнут «египетский» монумент Вашингтону, призванный соединить «могущество древнего Египта с нынешней американской демократией». Египетские мотивы стали часто изображаться в искусстве в образе предшественника американской цивилизации.
Теория белого Египта пережила своё возрождение в Европе, в начале XX века в период второй Египтомании с открытием Говардом Картером гробницы Тутанхамона в 1922 году. В этот период английские и французские колонии боролись за независимость и теория белого Египта поддерживалась европейскими колонистами, заявлявшими что они как создатели цивилизаций имели право сохранять господство над колониями. На этом основании археологи того времени заявляли право отправлять найденные египетские артефакты в европейские музеи, многие археологи смотрели на местных египтян как на неполноценных и полудиких людей и всячески отрицали их связь с древними египтянами. Популярность «белого Египта» как американской национальной идеи спала к середине XX века, но приобрела вновь популярность в 1960-е годы среди противников чёрного гражданского движения и как ответ на теорию чёрного Египта, получившую особенное распространение среди афроцентристов. Сегодня эта теория может поддерживаться белыми националистами и сторонниками белого превосходства, но признана маргинальной.
Несмотря на то, что теория белого Египта окончательно признана маргинальной, образ «белых египтян» сильно укоренён в массовом создании из-за голливудских фильмов о древнем Египте, где чаще всего египтян продолжают играть белые актёры.

### Хамитское происхождение
В начале XX века популярность получила теория о хамитском происхождении египтян, развившаяся из библейской теории, согласно которой, египтяне являются потомками древнесемитских народов, обитавших в Африканском Роге до его заселения чёрными народами. Также эти народы принесли с собой навыки ведения сельского хозяйства. Британский этнолог Чарльз Габриэль Зелигман в своей работе опроверг данную теорию, отмечая, что новые раскопки доказали, что простые формы сельского хозяйства были уже тогда знакомы коренным жителям Нила.
Итальянский антрополог Джузеппе Серги был уверен в том, что древние египтяне произошли от хамитов, принадлежавших, в свою очередь, к средиземноморской расе, которых Серги также называл «евроафриканцами». Согласно теории антрополога, евроафриканцы делились на три малые расы: хамитов, средиземноморцев и нордидов (светлокожих). Евроафриканцы (кроме нордидов), по утверждению Серги, не были белыми в прямом смысле, а сочетали в себе признаки белой и чёрных рас; имели медный оттенок кожи, были долихоцефалами. Данную теорию развил Графтон Эллиот Смит, отметив, что древние египтяне представляли собой промежуточную расу, образовавшуюся ещё во времена раннего неолита, во время первых миграций людей из северной Африки в Европу и Азию. Хотя эти люди имели смуглую кожу и чёрные волосы, они уже не относились к негроидной расе.
Хамитская теория была популярна в 1960-е годы и в 70-е поддерживалась Энтони Джоном Аркеллом и Джорджом Питером Мердоком.

### Династическая теория
Возникла в начале XX века, когда Графтон Эллиот Смит, один из известнейших египтологов, в результате исследований раскопок обратил внимание на заметные различия формы костей захороненных людей додинастического и послединастического Египта. Если, например, в додинастических захоронениях изображения представляли собой довольно простые и абстрактные символы и фигуры, то в раскопках династического периода скелеты и черепа знати имели заметно другое сложение, а также при них присутствовало множество чужих артефактов, своим стилем напоминающих месопотамские. Изучая архитектуру, керамику и статуи и множество других объектов, египтолог пришёл к выводу, что первая династия правителей Египта образовалась вследствие вторжения жителей Месопотамии и подчинения себе коренных жителей долины Нила. Одновременно захватчики принесли с собой достижения своей цивилизации, дав толчок зарождению новой цивилизации; таким образом, на основе слияния месопотамской культуры и традиций коренных жителей образовалась египетская культура в традиционном понятии.
Династическая теория опровергнута поздними раскопками и исследованиями. Принято считать, что достижения первой династии были результатом длительного периода культурного и политического развития. Хотя египтяне в период формирования своей культуры могли культурно заимствовать некоторые элементы у Месопотамии как более развитой цивилизации на тот момент, никаких доказательств насильственного вторжения не было найдено.
Династическая теория также вызывала раздражение у афроцентристов в середине XX века, рассматривающих жителей ближнего Востока как белых, а значит и Месопотамию — как «белую» цивилизацию, с их точки зрения сторонники династической теории продвигают идею того, что исконно чёрная цивилизация была сформирована «белыми» захватчиками, доказывая теорию о неспособности чёрных создавать цивилизации.